# 竹内凛
竹内 凛（たけうち りん、1978年9月20日 - ）は日本の女優。所属事務所はカートプロモーション。趣味は旅行。特技は乗馬、ピアノ、空手、フラメンコ。

## 出演作品

### TV
テレビ朝日
- MS
- ミッドナイトマーメード
- 木曜ドラマ「松本清張生誕100年スペシャル・夜光の階段」 第8話

日本テレビ
- ぐるぐるナインティナイン
- AXEL
- 峰竜太のホンの昼メシ前
- プレーヤーズ（日本テレビ）

TBS
- 花王愛の劇場「ママまっしぐら!」
- デジ屋台
- 土曜ワイド劇場「女刑事ふたり・目撃者」

BSフジ
- サムライ・パリへ行く
- 魅惑のスイス〜セレブのウィンターバカンス
- 日本いにしえの旅 〜桜の里、吉野へ。
- 日本いにしえの旅 〜谷深き、木曽の路〜
- 日本いにしえの旅 〜もののふの都、鎌倉〜

### CM
- EPSON
- ロッテリア

### 映画
- 踊る大捜査線 THE MOVIE 2 レインボーブリッジを封鎖せよ!
- Jam Films 2

### 舞台
- 二代目はクリスチャン（KartプロデュースVol.2）
- モンマルトルのカフェで（Kart Neo プロジェクトVol.1）
- ラーメン物語（Kart プロデュース Neo プロジェクト Vol.3）
- Magic（WAKU・Kartプロモーションプロデュース第一弾）
- 12期生卒業公演（北区つかこうへい劇団）